# Ole Beich
Ole Beich (født 1. januar 1955 i Esbjerg, død 16. oktober 1991 i København) var en dansk guitarist og bassist. Beich blev allerede i sine yngre år kendt i musikmiljøet i kraft af sin rock'n'roll-stil med sin hvide Fender Telecaster, sit lange, blonde hår og den iøjnefaldende attitude. Han spillede i Esbjerg med i bandet Bad Mama og havde en stor indflydelse på rockmusikerne i Esbjerg og omegn i slutningen af 1970'erne.
Han nåede at være med i Rock Nalle & The Flames, Mercyful Fate, L.A. Guns og Guns N' Roses.

## Karriere
Beich spillede i 1979 med på pladen Rock' n Alle Roll, hvis titel er en sammensmeltning af genrebetegnelsen Rock N' Roll og navnet på pladens hovedrolleindehaver, en af de ældste drenge på den danske rock-scene, Rock Nalle. Han spillede også sammen med det danske band Flames, og var i 1981 til audition som basist i Mercyful Fate.
Peter Thomsen, der både spillede klaver i Flames og senere med Rock Nalle, eller bare Nalle, beskriver i en artikel, som er en hyldest til Beich, ham, som "en oplevelse i sig selv".
Han beskrives af et gammelt bandmedlem som "en musiker, der satte gang i tingene
og fik andre i gang med at gøre alvor af at spille", en person "der levede det vilde liv på alle punkter" og "karismatisk og unik – en meget omgængelig person, der ikke dyrkede journalister osv. Nok fordi han havde et meget råt ydre". Af et andet bandmedlem beskrives han dog også som både uprofessionel og utålmodig.[kilde mangler]
Beichs favoritbands var Rolling Stones, Ten Years After, Cactus, Led Zeppelin og Link Wray. På et tidspunkt bestemte han sig for at tage til Los Angeles for at afprøve livet på scenen i rockens hjemland USA. Han blev i 1984 rekrutteret som bassist til bandet L. A. Guns af Tracii Guns og spillede også med på EP'en Collector's Edition No. 1 af selvsamme band. Han nåede også at spille med, da bandet ved en fusion med bandet Hollywood Rose blev til et tidligt Guns N' Roses. Koncerten var på klubben "The Troubadour" den 26. Marts 1985.
Han forlod dog allerede bandet i 1985 efter at have spillet en håndfuld koncerter. Han forsøgte derefter i en årrække at slå igennem i Los Angeles, men da det ikke lykkedes, vendte han tilbage til Danmark i 1988. Han blev hentet hjem af sin storebror ovenpå en personlig rutsjbanetur, der involverede misbrug af alkohol, stoffer og et mislykket selvmordsforsøg, der ødelagde finmotorikken i hans i venstre hånd.

## Død
Efter nogle års forsøg på at komme på ret kurs igen døde Ole Beich i oktober 1991, da han druknede i Skt. Jørgens Sø i København under uafklarede omstændigheder. Obduktion viste dog at han havde både alkohol og heroin i blodet.

## Eftermæle
I vinteren 2011 sendte Radio24syv-programmet AK24syv en række udsendelser om Beichs liv.